# Adolf II Waldeck
Adolf II Waldeck (ur. ok. 1258, zm. 12 grudnia 1302 w Liège) – hrabia Waldeck, później wybrany na biskupa Liège.

## Życie
Był najstarszym synem Henryka III Waldeck, a jego matką była Mechtylda von Cuyk-Arnsberg-Arnsberg, córka hrabiego Gotfryda III von Arnsberg.
Udało mu się zdobyć poparcie dziadka Adolfa I hrabiego Waldeck. Ustalił wraz z braćmi, że ten który jest prawowitym dziedzicem hrabstwa ożeni się z Zofią Heską. W czasie jego panowania spiskował przeciw niemu i jego matce arcybiskup Moguncji.
Ponieważ małżeństwo Adolfa nie doszło do skutku, zrzekł się roszczeń do władzy, a jego brat Otto I Waldeck-Schwalenberg został nowym hrabią Waldeck drugi brat Gotfryd był biskupem Minden.

## Droga Adolfa do mitry biskupiej
Był kanonikiem w Liège i rektorem Trewiru i Utrechtu. W 1301 r. został mianowany przez papieża biskupem Liège. Przeniósł się wraz z dużą świtą do Liège. W mieście nie było konfliktu między duchowieństwem i obywatelstwa. Adolf udało się ponownie przywrócić jedność. Kilka lat później oblegał i zdobył zamek Myrwar i zajął ziemie wokół niego. Licznym wrogom burzył domy i mordował rodziny. Były pogłoski, że został przez nich otruty. Został pochowany pod ołtarzem katedry w Liège.